# Урусов, Леонид Дмитриевич
Князь Леони́д Дми́триевич Уру́сов (27 сентября (9 октября) 1835 — 23 сентября (5 октября) 1885) —  действительный статский советник, камергер, тульский вице-губернатор. Переводчик, друг и последователь графа Льва Николаевича Толстого. Внук ярославского наместника князя Н. С. Урусова.

## Биография
Сын гвардейского капитана, коллежского асессора князя Дмитрия Никитича Урусова (ум. после 1850), от брака с Александрой Петровной Нарышкиной (ум. 1880), племянницей сенатора И. А. Нарышкина. Родился в Москве 27 сентября (9 октября) 1835 года, крещен 11 октября 1835 года в церкви Успения Пресвятой Богородицы на Остоженке при восприемстве Алексея Ивановича Нарышкина и девицы Варвары Андреевны Дерябиной.
В 1854 году окончил 2-ю Московскую гимназию и поступил унтер-офицером во Владимирский пехотный полк. Затем был переведён юнкером в Царскосельский стрелковый батальон; 17 апреля 1858 года произведён в прапорщики. В декабре 1858 года был уволен с воинской службы для определения Министерство иностранных дел с причислением к миссии в Вашингтоне. В конце октября 1860 года за отличие был произведён в коллежские секретари и в 1862 году получил звание камер-юнкера; с 10 августа 1862 года — младший секретарь миссии в Гааге. 
В 1874 году переведён в министерство внутренних дел. С 9 марта 1876 по 13 августа 1885 года — Тульский вице-губернатор. Входил в число заведующих-распорядителей благотворительного общества «Милосердие».
Владел имением в селе Воскресенское, которое в 1864 году подарил Н. С. Мальцову, брату жены.
В конце 1877 года познакомился с семьёй Льва Толстого. В 1880-х годах бывал частым гостем Толстых в Ясной поляне. Толстой также бывал у Урусовых несколько раз. Урусов был знаком и с И. С. Тургеневым, с которым встретился впервые у Льва Толстого в Ясной Поляне 22 августа 1881 года.
С 1881 года состоял в звании камергера. В марте 1885 года Лев Толстой сопровождал князя Л. Д. Урусова в Симеиз, в имение Сергея Ивановича Мальцова, и провёл там десять дней. Умер 23 сентября (5 октября) 1885 года в имении под Орлом.

## Творчество
Перевел на французский язык книгу Льва Толстого «В чем моя вера», которая была напечатана в Париже в изд. Фишбахера. Им переведены с французского «Размышления императора Марка Аврелия» (Тула: тип. Губ. правл., 1882).
Сохранилась переписка Льва Толстого с кн. Л. Д. Урусовым, несколько десятков писем, но она не обильна, в виду частых личных сношений в последние годы жизни кн. Л. Д. Урусова, — то есть в период их наибольшей духовной близости. Об Урусове есть частые упоминания в письмах Льва Толстого к С. А. Толстой и к В. Г. Черткову первой половины 1880-х годов.

## Награды
- орден Св. Станислава 3-й степени (1864)
- орден Св. Анны 3-й степени (1866)
- орден Св. Станислава 2-й степени (1868)

- нидерландский орден Кавалерского Креста[уточнить]

## Отзывы
Я редко видал человека, нашедшего в жизни такое полное удовлетворение, как оно стало с Урусовым со времени сближения его со Львом Николаевичем. Внешне Урусов изменился мало, но в главном в полной мере. Урегулировав свою жизнь и отношения к людям в согласии с воззрениями, почерпнутыми у Льва Николаевича, Урусов вышел в отставку, но вскоре затем заболел и скончался.— Давыдов Н. В. Из прошлого. — 2-е изд. — М. 1914. — Т. 1. — С. 243.

Урусов был мне совершенно близок по взглядам. Он был не умный, а разумный.— отзыв Л.Н. Толстого об Л. Д. Урусове (цит. по дневнику Д. П. Маковицкого, запись от 1 апреля 1908 г.)

## Семья

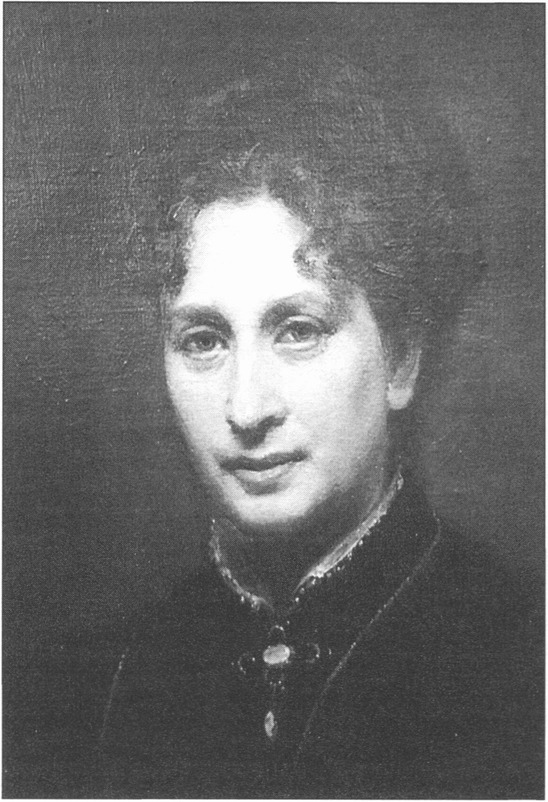
Мария Урусова

Жена (с 21 февраля 1864 года; в Швейцарии) — Мария Сергеевна Мальцова (03.12.1843—21.10.1904), дочь Сергея Ивановича Мальцова от брака его с княжной Анастасией Николаевной Урусовой. Родилась в Петербурге, крещена 12 декабря 1843 года в Симеоновской церкви при восприемстве П. Н. Игнатьева и бабушки К. М. Мальцовой. Брак её не был счастливым. Мария Сергеевна не сумела создать семейного очага и после назначения мужа на место вице-губернатора Тулы объявила ему, что жить в России не желает, и уехала во Францию. Была хозяйкой литературного салона в Париже, который посещали многие писатели, в том числе В. Гюго, Ги де Мопассан, Андре Жид, О. Уайльд и Г. Джеймс. Биограф последнего дал ей следующую характеристику: «У неё были темные волосы, блестящие темные глаза и характерный русский нос. Дочь известного промышленника, она всегда вращалась среди аристократов и в конце концов вышла замуж за князя. Однако богатство семьи истощилось, и она жила заграницей без княжеского блеска». Умерла от воспалени легких в Риме, похоронена на кладбище Тестаччо. Её сестра Анастасия (1850—1932), в первом браке за графом В. В. Паниным (1842—1872), во втором за И. И. Петрункевичем (1844—1928). 
- Анастасия (06.12.1864—02.01.1865), родилась в Гааге, умерла там же.
- Мария (13.03.1867—03.02.1895)[9], музыкантша, окончила университет Сорбонны;
- Вера (1868—24.08.1872)
- Ирина (24.06.1870—12.12.1960)[10], фрейлина (1899), умерла в Париже;
- Анастасия (27.02.1872—09.08.1924), фрейлина (1901), замужем за М. Н. Гирсом (1852—1932), дипломатом;
- Сергей (27.02.1872—02.07.1948), близнец с сестрой; офицер военно-морского флота, с 1907 года — на дипломатической службе[6]; женат на Ольге Петровне (1867—1931), дочери действительного статского советника Петра Алексеевича Васильчикова (1829—1898) и Евгении Владимировны (05.08.1841—1872), урождённой Орловой-Давыдовой;
  - внук — Николай (1898—1981)[6];
  - внук — Пётр (1899—1984)[6];
  - внук — Леонид (1901—1970), председатель Толстовского общества в США[6];
  - внук — Иван (1904—1976)[10];
  - внучка — Евгения (08.04.1908; Франция—1975)[10].